# العلاقات الأنغولية البلغارية
العلاقات الأنغولية البلغارية هي العلاقات الثنائية التي تجمع بين أنغولا وبلغاريا.

## مقارنة بين البلدين
هذه مقارنة عامة ومرجعية للدولتين:
| وجه المقارنة                                              | أنغولا           | بلغاريا                                                                             |
| --------------------------------------------------------- | ---------------- | ----------------------------------------------------------------------------------- |
| المساحة (كم2)                                             | 1.25 مليون       | 110.99 ألف                                                                          |
| عدد السكان (نسمة)                                         | 29.78 مليون      | 7.08 مليون                                                                          |
| الكثافة السكانية (ن./كم²)                                 | 23.82            | 63.79                                                                               |
| العاصمة                                                   | لواندا           | صوفيا                                                                               |
| اللغة الرسمية                                             | اللغة البرتغالية | اللغة البلغارية                                                                     |
| العملة                                                    | كوانزا أنغولي    | ليف بلغاري                                                                          |
| الناتج المحلي الإجمالي (بليون دولار)                      | 124.21 مليار     | 56.83 مليار                                                                         |
| الناتج المحلي الإجمالي (تعادل القوة الشرائية) بليون دولار | 184.83 مليار     | 130.99 مليار                                                                        |
| الناتج المحلي الإجمالي الاسمي للفرد دولار أمريكي          | 4.10 ألف         | 8.03 ألف                                                                            |
| الناتج المحلي الإجمالي للفرد دولار أمريكي                 |                  | 17.21 ألف                                                                           |
| مؤشر التنمية البشرية                                      | 0.533            | 0.782                                                                               |
| رمز المكالمات الدولي                                      | +244             | +359                                                                                |
| رمز الإنترنت                                              | .ao              | .bg، .бг ‏                                                                           |
| المنطقة الزمنية                                           | ت ع م+01:00      | ت ع م+02:00، ت ع م+03:00، أوروبا/صوفيا ‏، توقيت شرق أوروبا، توقيت شرق أوروبا الصيفي ‏ |

## منظمات دولية مشتركة
يشترك البلدان في عضوية مجموعة من المنظمات الدولية، منها:
| علم المنظمة | اسم المنظمة                        | تاريخ انضمام أنغولا | تاريخ انضمام بلغاريا |
| ----------- | ---------------------------------- | ------------------- | -------------------- |
|             | الاتحاد الدولي للاتصالات           | 13 أكتوبر 1976      | 18 سبتمبر 1880       |
|             | منظمة حظر الأسلحة الكيميائية       | ?                   | ?                    |
|             | منظمة التجارة العالمية             | ?                   | 1 ديسمبر 1996        |
|             | منظمة الشرطة الجنائية الدولية      | ?                   | ?                    |
|             | الأمم المتحدة                      | 1 ديسمبر 1976       | 14 ديسمبر 1955       |
|             | البنك الدولي للإنشاء والتعمير      | 19 سبتمبر 1989      | 25 سبتمبر 1990       |
|             | وكالة ضمان الاستثمار متعدد الأطراف | 19 سبتمبر 1989      | 23 سبتمبر 1992       |
|             | يونسكو                             | 11 مارس 1977        | 17 مايو 1956         |
|             | مؤسسة التمويل الدولية              | 19 سبتمبر 1989      | 22 يوليو 1991        |
|             | الاتحاد البريدي العالمي            | ?                   | ?                    |

## وصلات خارجية
- موقع وزارة الخارجية الأنغولية
- موقع وزارة الخارجية البلغارية